# C'est Cheese
C'est Cheese je třetí album kanadské humorné hudební skupiny The Arrogant Worms. Bylo to poslední album pro spoluzakladatele Johna Whytocka a první pro Chrisa Pattersona, který nahradil Whytocka ve hře na basovou kytaru.

## Seznam písní
1. Sam, The Guy From Quincy
2. Kill The Dog Next Door
3. Lonely Lab Of Broken Hearts
4. Sex, Drugs & RRSPs
5. History Is Made By Stupid People
6. My Voice Is Changing
7. Proud To Be A Banker
8. Horizon
9. The Happy Happy Birthday Song
10. Dangerous
11. The Mountie Song
12. Dog Food Woman
13. Mounted Animal Nature Trail
14. A Real Letter From A Real Yahoo
15. Let There Be Guns